# Costanzo di Lione
Costanzo di Lione (V secolo) è stato uno scrittore e presbitero francese, autore della Vita di Germano, biografia di Germano d'Auxerre. L'opera, priva di datazione, risale probabilmente al 470-475.

## Biografia
Costanzo di Lione fu un ecclesiastico vissuto in Gallia nella seconda metà del V secolo.
Abbiamo pochissime informazioni su di lui: la biografia di Germano è la sua sola opera scritta giunta fino a noi, anche se abbiamo a disposizione alcune sue lettere. Due fra esse sono degne di nota: la lettera al vescovo di Lione, Paziente, e al vescovo di Auxerre, Censurio; da esse possiamo evincere come Costanzo non conoscesse Germano ma abbia composto la sua biografia su sollecitazione del primo. 
Su Costanzo di Lione ci provengono alcune informazioni dalle Lettere di Sidonio Apollinare, vescovo di Clermont fra circa il 472 e il 488. In esse, Sidonio Apollinare traccia la figura di un uomo molto colto, indubbia autorità nel mondo letterario.
Sidonio Apollinare gli inviò quattro delle lettere degli otto primi libri delle sue Correspondance (I, 1; III, 2; VII, 18; VIII, 16). Fu Costanzo a suggerirgli di pubblicare le sue lettere migliori (cf. I, 1), e che si incaricò di detta pubblicazione (VIII, 16). Il nono libro della raccolta definitiva venne aggiunto in seguito (IX, 16). In queste ultime lettere, evocando Costanzo, Sidonio lo presenta come un oratore e uomo pubblico di talento. La lettera III, 2 è un messaggio di ringraziamento a Costanzo, che è venuto a Clermont devastata dai barbari, e che è stato accolto in maniera calorosa dalla popolazione, per aver affrontato le difficoltà del viaggio, per essere venuto in aiuto malgrado la sua età avanzata, le sue infermità e la sua nobiltà. 
Erico di Auxerre, autore di una Vita Germani in versi nel IX secolo, scrisse che Costanzo era un oratore di Lione molto intelligente« Lugduni impense doctissimus orator ». Nella sua lettera I, 1, Sidonio lo qualifica come «zélé protecteur, non seulement des études, mais de ceux qui s'y adonnent». Era apparentemente un uomo che si era consacrato agli studi religiosi: nella lettera VII, 18, Sidonio lo pregava di interrompere un po' le sue pietose letture per prendere in considerazione la sua corrispondenza e dare un giudizio. Tuttavia, non è esplicitamente menzionato che egli appartenesse al clero.
Costanzo era un poeta: nella sua lettera II, 10, Sidonio evoca la recente costruzione di una chiesa a Lione, su iniziativa del vescovo Paziente, e il fatto che gli esametri dei due eminenti poeti, Costanzo e Secundinus, ornavano il fianco dell'edificio, nelle vicinanze dell'altare. Egli compose, intorno al 480, la Vita sancti Germani su richiesta congiunta dei due vescovi, lo stesso Paziente di Lione e Censure d'Auxerre, terzo successore di Germano nella diocesi. Questo testo ebbe rapidamente grande diffusione: già Ennodio di Pavia, nella sua Vie d'Épiphane composta tra il 501 e il 504, lo imitò in diversi passaggi.
Il testo di Costanzo venne stampato per la prima volta da Bonino Mombrizio nel suo Sanctuarium seu Vitæ sanctorum (Milano, 1478). Ma esisteva una versione molto estesa, con molte interpolazioni (pur essendo presentato con le due epistole dedicatorie di Costanzo), realizzata in  epoca carolingia (e utilizzata da Erico); è questa Vita secunda che è stata riprodotta da Laurentius Surius e dai Bollandisti. L'edizione di W. Levison per MGH è stata la prima del testo originale di Mombrizio. 